# Сильвестр (ім'я)
Сильве́стр — християнське чоловіче ім'я. Походить від лат. Silvester — давньоримського когномена, утвореного від silvester, silvestris — «лісовий». В Україні вживається переважно ченцями.
У деяких країнах існує неканонічна жіноча форма імені — «Сильвестра» (італ. Silvestra, ісп. Silvestra, порт. Silvestra).

## Іменини
31 грудня або 2 січня

## Відомі носії
- Святий Сильвестр — християнський святий, 33-й папа (Сильвестр I).
- Сильвестр Сембратович— український церковний діяч, Митрополит Галицький, Архієпископ Львівський та Єпископ Кам'янецький, Кардинал Святої Римської Церкви з титулярною церквою Санто Стефано аль монте Челіо
- Сильвестр-літописець — літописець та церковний діяч, ігумен Видубецького Михайлівського монастиря.
- Сильвестр — український друкар XVII ст.
- Сильвестр (Медведєв) (1641—1691) — книгозберігач та справщик Московського друкарського двору.
- Сильвестр (у миру — Степан Гаєвський) — український літературознавець, педагог та єпископ УАПЦ.
- Сильвестро Вальєро — веніціанський дож.
- Сильвестр Сталлоне — американський актор, режисер та сценарист.
- Сильвестр (Сільвестер) Маккой — шотландський актор.
- Сілвестре Варела — португальський футболіст.